# Spiegelslustturm
Der Kaiser-Wilhelm-Turm (im Volksmund Spiegelslustturm genannt) ist ein Aussichtsturm auf den Lahnbergen, die bei Marburg im hessischen Landkreis Marburg-Biedenkopf liegen. Er wurde von 1887 bis 1890 erbaut, ist 36 m hoch und hat 167 Stufen im Inneren.
Schon lange vor der Erbauung des Turms war die nahe Gaststätte „Spiegelslust“ beliebtes und vielbesuchtes Ausflugsziel, das besonders wegen des Panoramablicks über die Stadt und zum Marburger Schloss geschätzt wurde. Lange Zeit wurden die Gaststätte und der Turm von demselben Inhaber betrieben; das trug zur Vermischung der Namen beider Ausflugsziele bei.

## Geographische Lage
Der Aussichtsturm steht östlich der im Lahntal liegenden Kernstadt von Marburg – rund 900 m westsüdwestlich vom Gipfel des Ortenbergs (ca. 380 m ü. NHN) auf 371,7 m Höhe. Er befindet sich etwa 1200 m westlich der Marburger Universitätsklinik, zirka 250 m nördlich der historischen Spiegelslust und rund 220 m südwestlich vom Gipfel des Klambergs. Knapp 100 m nordnordwestlich liegt der Sender Marburg des Hessischen Rundfunks.
Zu erreichen ist der Turm zu Fuß über mehrere historische Aufstiege, teils mit alten Sandsteintreppen, vom Ortsteil Ortenberg, mit dem Kfz – nordöstlich der Uniklinik von der Landesstraße 3092 (dort Auf den Lahnbergen genannt) abzweigend und dann die Uniklinik nördlich passierend – über die Baldinger Straße und den Hermann-Bauer-Weg.

## Geschichte

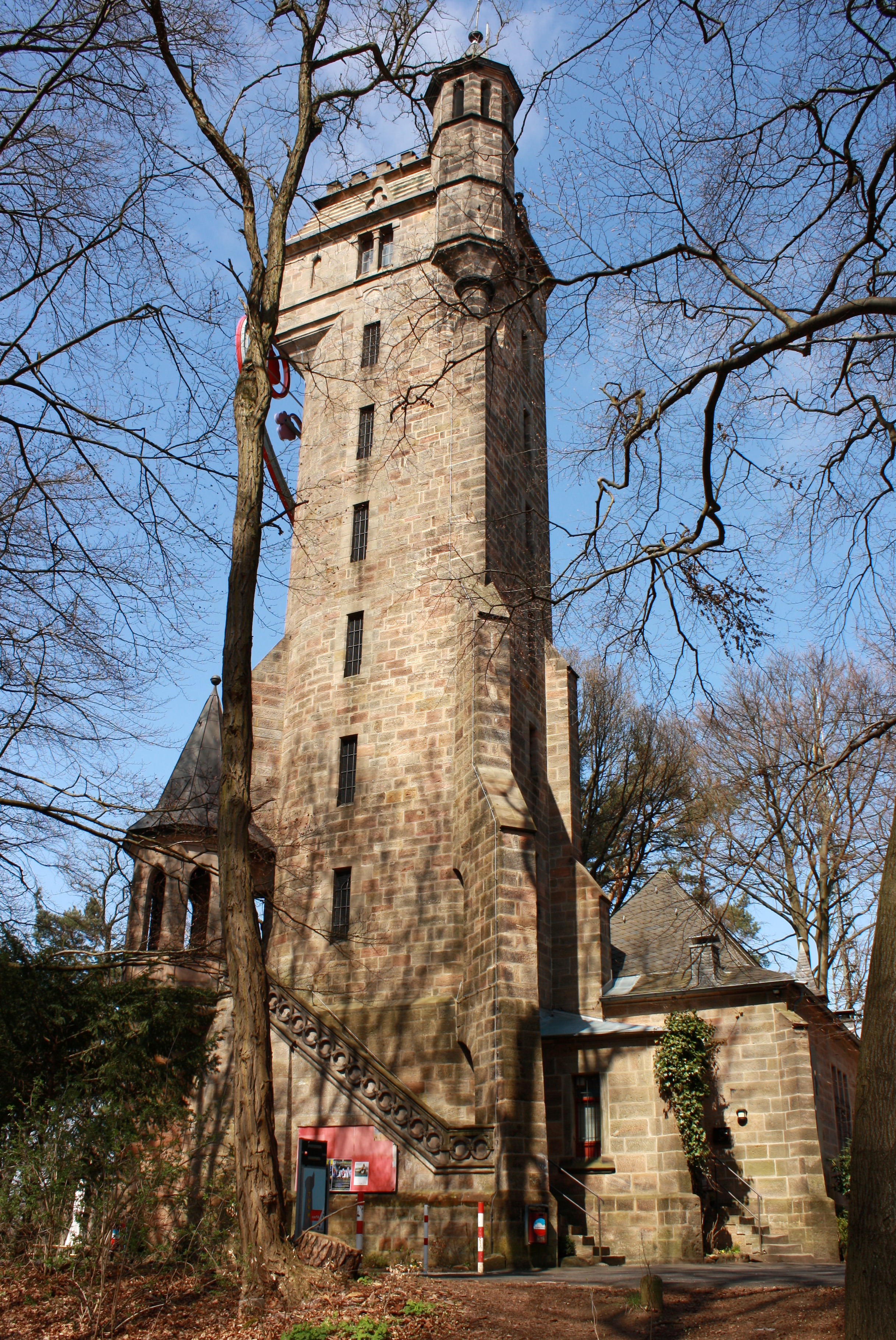
Südseite (2010)

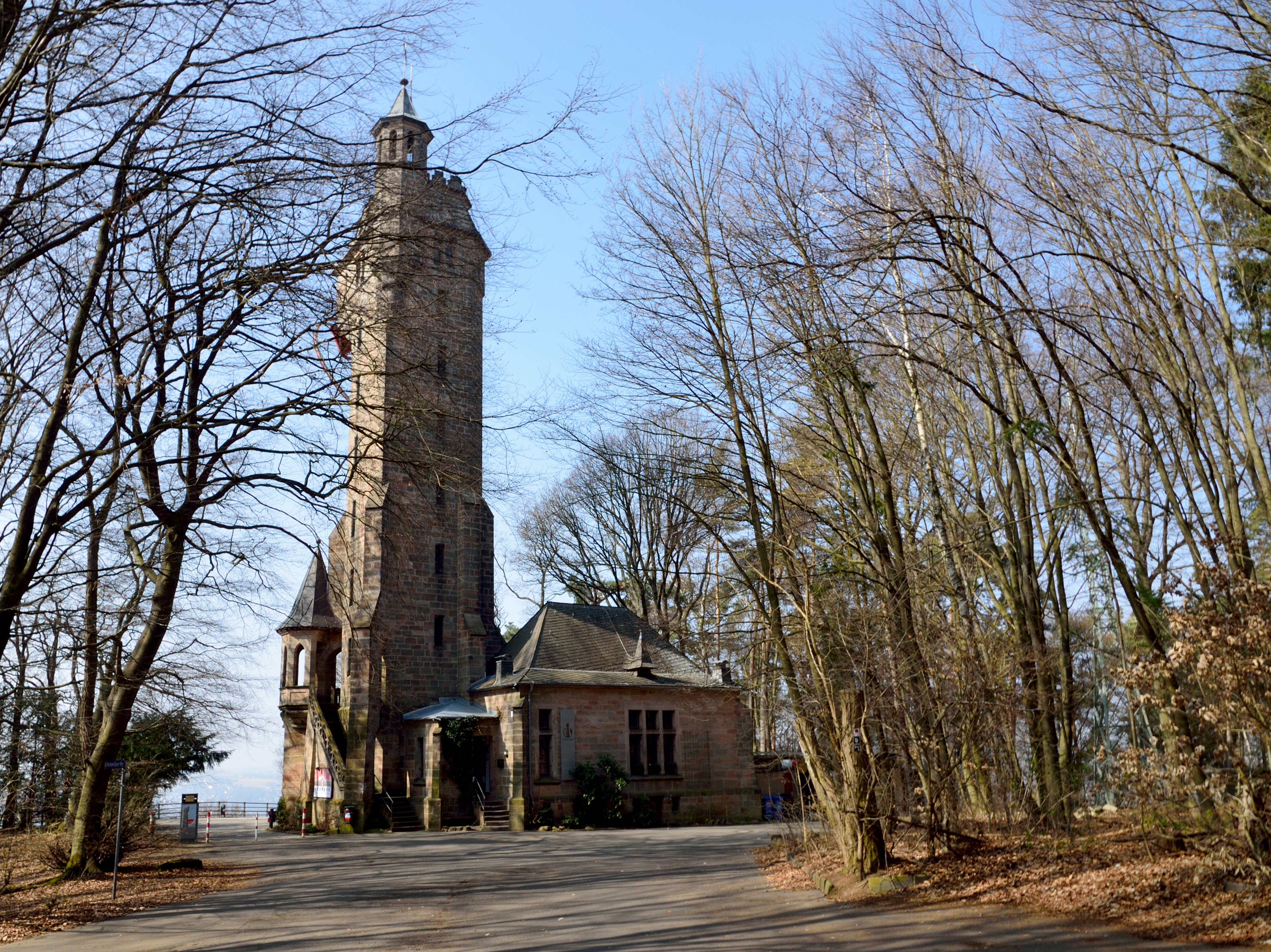
Stadtferne Seite (2012)

Im frühen 19. Jahrhundert war Marburg ein Zentrum der Romantik, und seine mittelalterliche Architektur war vielfach Projektionsfläche des Zeitgeistes. Ein Kanzleibeamter namens Köhler entdeckte einen Ort im Wald auf den Lahnbergen, der eine besonders schöne Aussicht zum Schloss, zur Elisabethkirche und über die Stadt bot. Er wurde bald unter dem Namen „Köhlersruhe“ als Ausflugsziel populär.

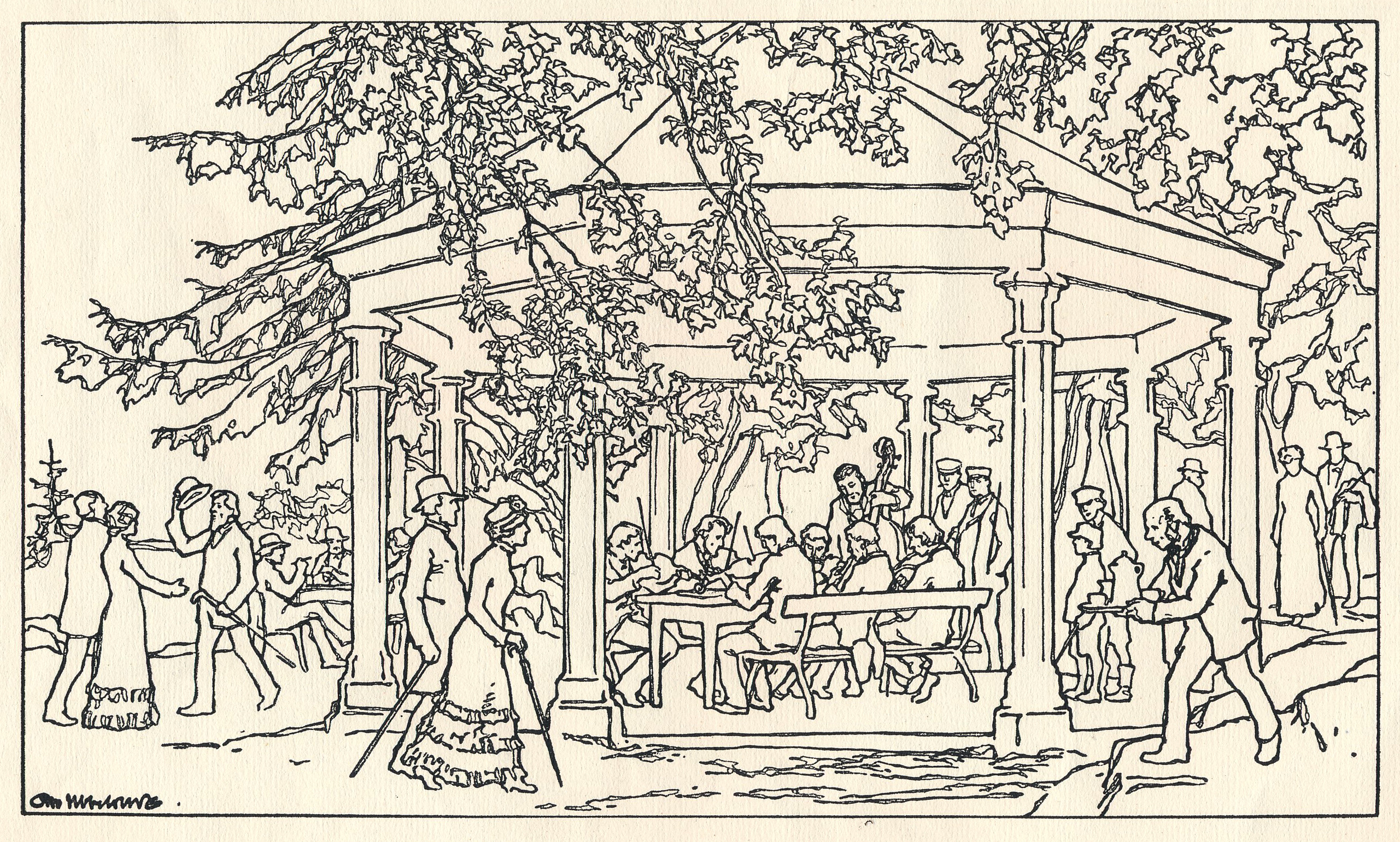
Otto Ubbelohde ca. 1910 Stadtkapelle Marburg "Die sieben Raben" spielt im Spiegel-Tempel auf Spiegelslust

Der Student Werner Friedrich Julius Stephan von Spiegel zum Desenberg übernahm nach Köhlers Tod 1821 die Pflege dieses Ausflugsortes, den er in den Folgejahren mit einigen Ausbauten versehen ließ – einem eisernen Musikpavillon, einer Steingrotte und einem Getränkekeller, was den Besucherandrang erheblich steigerte. Im Volksmund wurde die Bezeichnung „Spiegelslust“ in dieser Zeit gebräuchlich. Als Spiegel Marburg verließ, übertrug er das Grundstück der Stadt, die in den 1860ern eine Gaststätte errichten ließ. Seitdem ist die Spiegelslust ein Café-Restaurant mit gutbürgerlicher Küche, selbstgebackenem Kuchen und großem Biergarten. Angegliedert ist heutzutage ein Spielplatz.
Ab 1874 errichtete ein Bürgerverein mit Spenden den ersten, ab 1863 geplanten Turm, um an die Reichsgründung und den Deutsch-Französischen Krieg 1870–71 zu erinnern. Für den Turm waren 34,5 m Höhe geplant. Die damals erst 29 m hohe Konstruktion stürzte jedoch wegen mangelhafter Statik in der Nacht vom 12. auf den 13. März 1876 in einem Orkan ein, bevor die Bauarbeiten abgeschlossen waren. Architekt Carl Schäfer und Bauunternehmer Gutmann wurden zu Geldstrafen verurteilt.
Daraufhin wurde von 1887 bis 1890 der zweite, etwas höhere Turm gebaut, der mit Strebepfeilern verstärkt wurde und noch heute auf den Lahnbergen steht. Am 2. September 1890, dem Jahrestag der Schlacht bei Sedan, wurde der neue Turm nach dreijähriger Bauzeit eingeweiht und nach Wilhelm I., dem ersten Deutschen Kaiser, „Kaiser-Wilhelm-Turm“ genannt. An der prominenten Westseite des Turms sind drei Gedenktafeln mit den Namen der 13 Gefallenen der Stadt Marburg im  Deutsch-Französischen Krieg angebracht.
1994 wurde die Turmstube eröffnet, in der Getränke an Besucher ausgeschenkt werden und Kulturveranstaltungen wie Lesungen und Konzerte stattfinden. Der Turm kann außerdem durch die Turmstube hindurch bestiegen werden. Seit 2005 werden der Turm und das dazugehörige Turmcafé von einem gemeinnützigen Verein betrieben.
Am 1. Dezember 2006 wurde am Spiegelslustturm die Lichtinstallation Siebensiebenzwölfnullsieben der Marburger Künstlerin Helmi Ohlhagen angebracht. Sie wurde anlässlich des Elisabethjahres am 1. Januar 2007 in Betrieb genommen. Durch einen Anruf bei der kostenpflichtigen Telefonnummer 09005-771207 wird das Lichtbild aktiviert. Die Nettoeinnahmen durch die Gebühren (99 Cent pro Minute) kommen zu 100 Prozent gemeinnützigen Einrichtungen zugute.

## Bedeutung für Studenten
Unter Marburger Studenten diverser Fakultäten geht der Aberglaube um, dass derjenige, der den Turm vor Bestehen des Physikums (Mediziner), Vordiploms oder sonstiger Zwischenprüfungen besteigt, diese Prüfung niemals bestehen wird.

## Weitere Bilder

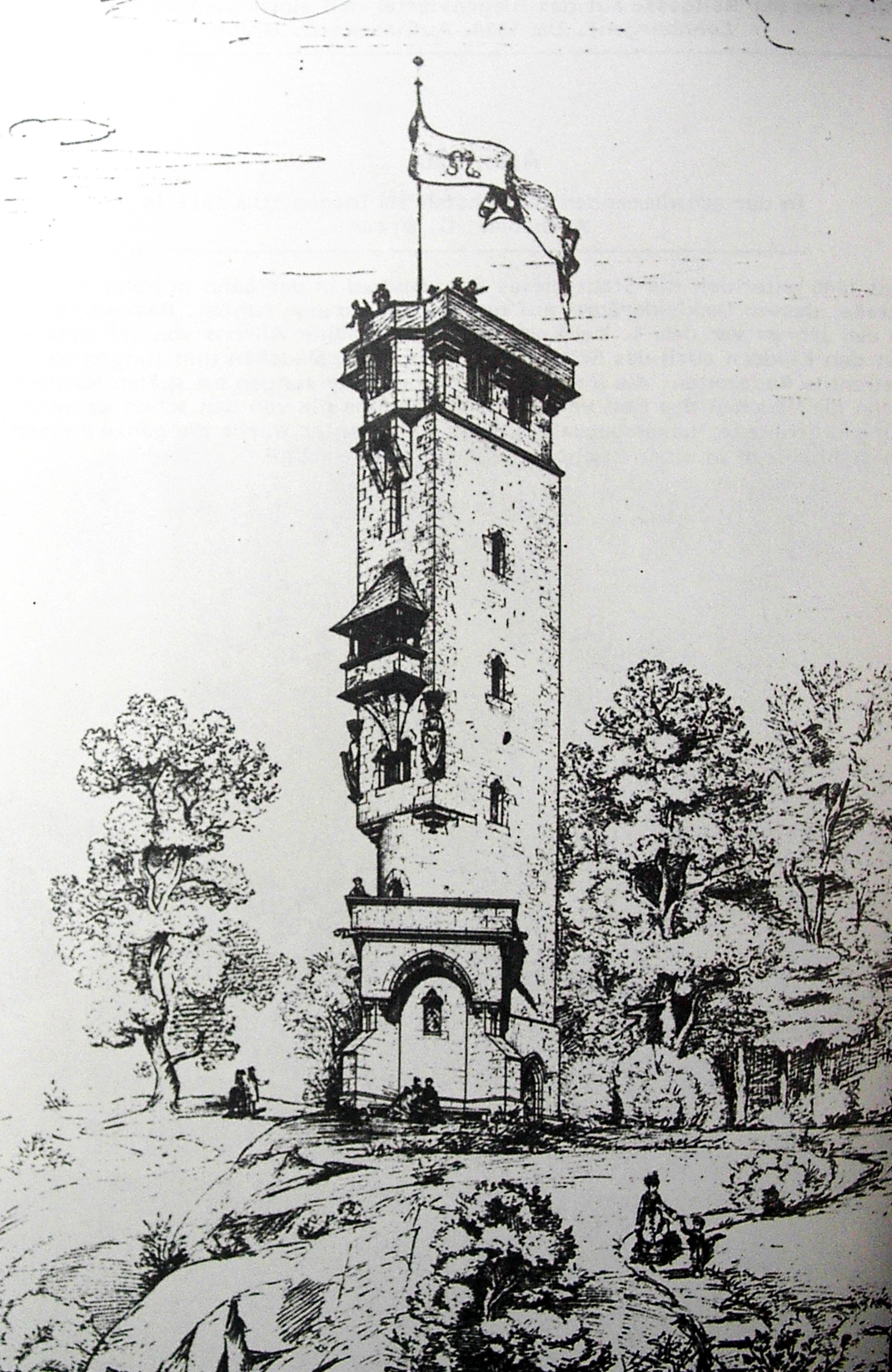
Zeichnung des geplanten ersten Turms, um 1872
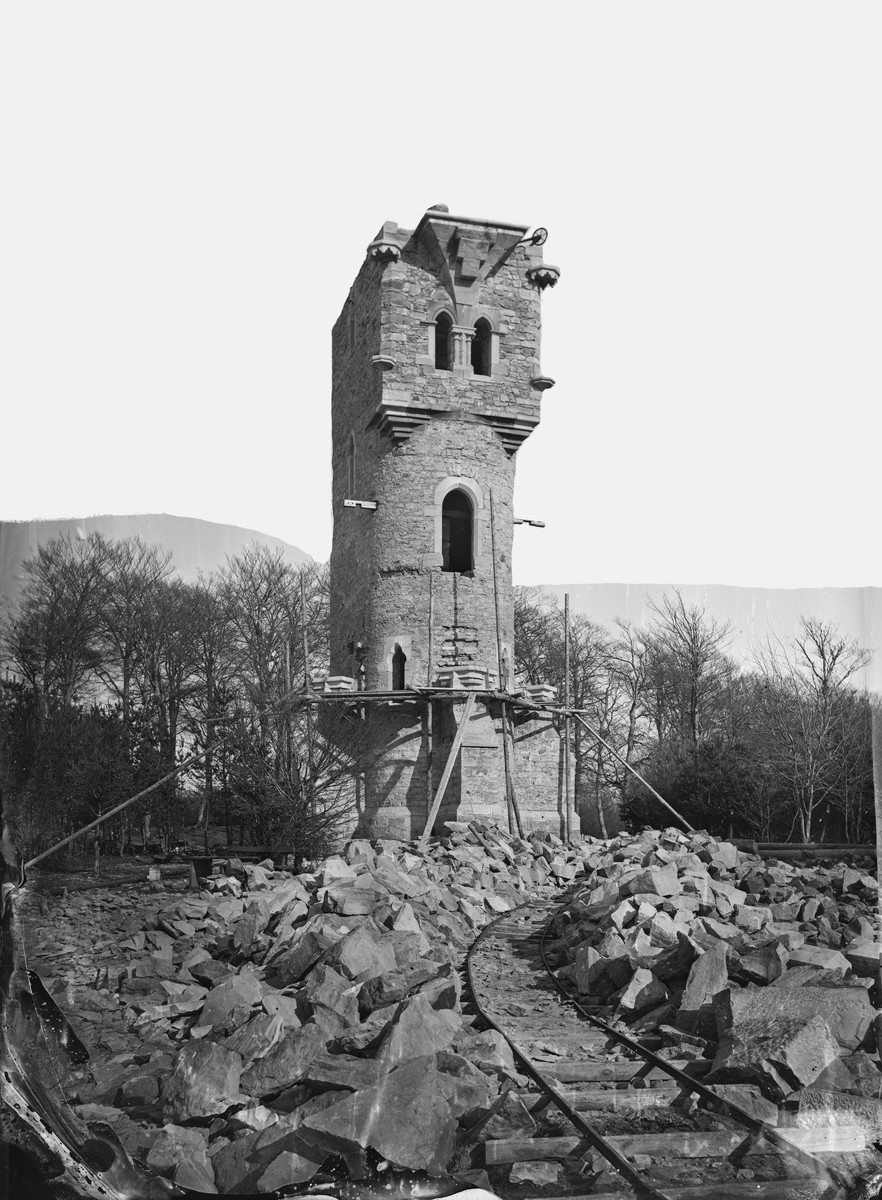
Der erste Aussichtsturm nach dem Einsturz 1876
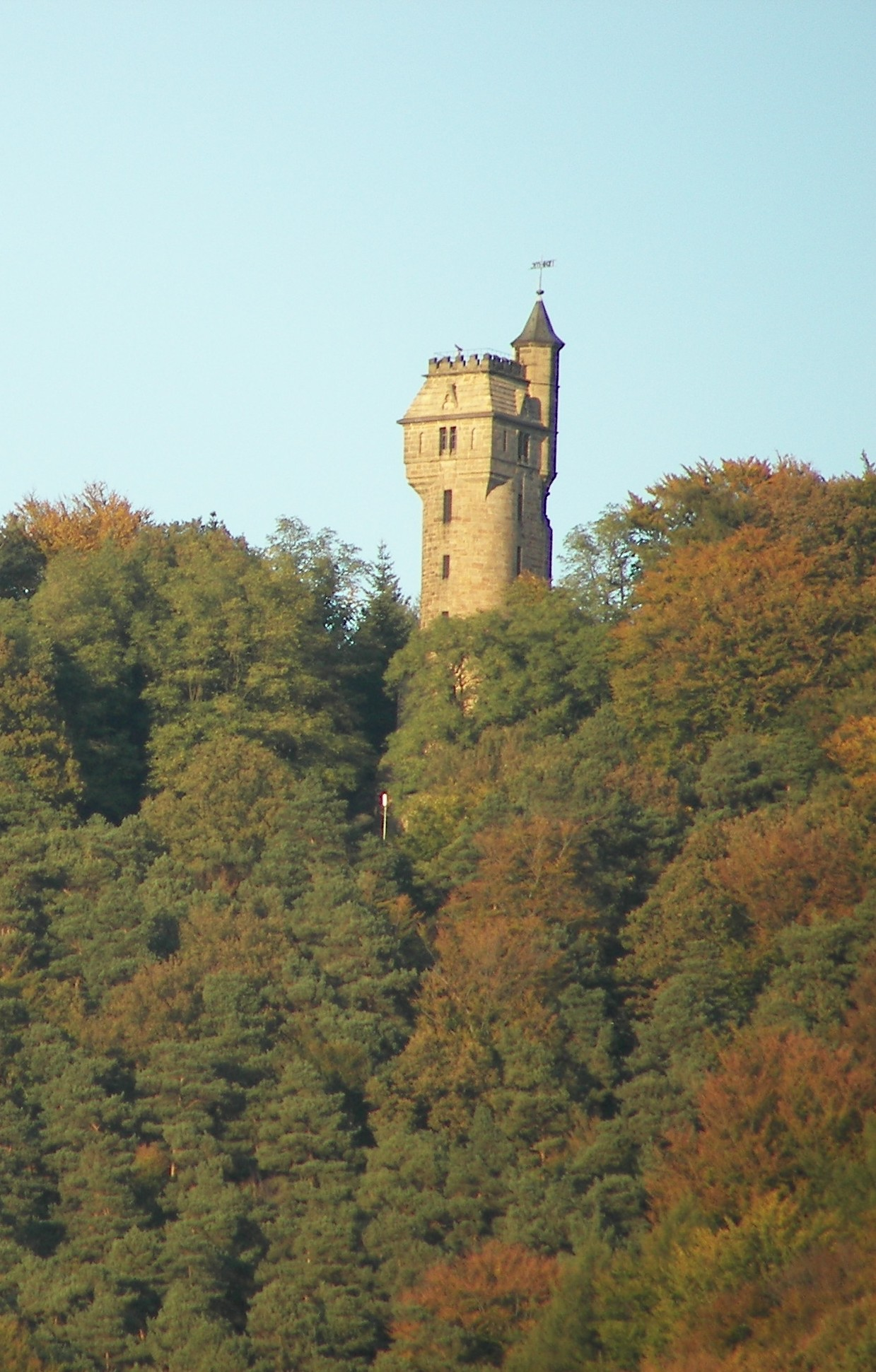
Ansicht aus der Entfernung